# آرا نورنزایان
آرا نورنزایان (انگلیسی: Ara Norenzayan؛ زادهٔ ۲۰ سپتامبر ۱۹۵۴) استاد و محقق برجسته دانشگاه در دانشگاه بریتیش کلمبیا است. بسیاری از تحقیقات و تدریس او آثار انگشت شست تنوع فرهنگی جهانی را در ذهن انسان مستند می‌کند. او به‌طور گسترده در مورد ریشه‌های دین، روان‌شناسی باورهای ماوراء طبیعی و تکامل فرهنگی منتشر شده است. یافته‌های او توسط رسانه‌های بزرگ بین‌المللی، مانند سرویس جهانی بی‌بی‌سی، مجله نیویورک تایمز، اکونومیست، اشپیگل، نشنال پست و نیو ساینتیست پوشش داده شده است. او نویسنده کتاب خدایان بزرگ: چگونه دین همکاری و تضاد را تغییر داد است. او در بیروت بزرگ شد و در ونکوور زندگی می‌کند.

## جوایز
- عضو انجمن سلطنتی کانادا (۲۰۲۰)
- انجمن شخصیت و روان‌شناسی اجتماعی، جایزه نوآوری نظری دانیل ام وگنر (۲۰۱۷)
- جایزه مربیگری سکستون بخش 36 APA Psychology of Religion (2017)
- انجمن برای علوم روان‌شناسی کمک هزینه تحصیلی جیمز مک کین کتل صندوق (۲۰۱۴–۲۰۱۵)
- انجمن همکار علوم روان‌شناسی (۲۰۱۴)
- انجمن شخصیت و روان‌شناسی اجتماعی (۲۰۱۱)
- جایزه پژوهشی دانشکده کیلام (۲۰۰۸)
- انجمن همکار روان‌شناسی اجتماعی تجربی (۲۰۰۶)
- مؤسسه مطالعات پیشرفته پیتر وال - محقق اولیه شغلی (۲۰۰۲)

## آثار
آرا نورنزایان به‌طور گسترده در مورد ریشه‌های تکاملی دین و روان‌شناسی تنوع مذهبی در دنیای جهانی شده امروزی منتشر کرده است.

## خدایان بزرگ
آرا نورنزایان نویسنده کتاب خدایان بزرگ که نخستین چاپ آن در سال ۲۰۱۳ در ۲۶۴ صفحه و توسط انتشارات دانشگاه پرینستون بوده است. او در این کتاب عنوان کرده است که ایمان صادقانه به خدایان بزرگ، همکاری بی‌سابقه‌ای را در میان گروه‌های در حال گسترش ایجاد کرد، اما در عین حال منبع جدیدی از درگیری بالقوه بین گروه‌های رقیب را معرفی کرد. به قول خود نویسنده این کتاب هشت ادعا دارد که عبارتند از
1. افرادی که تماشا می‌شوند به خوبی عمل می‌کنند.
2. دین بیشتر در موقعیت است تا در شخص.
3. جهنم قویتر از بهشت است.
4. به افرادی که به خدا اعتماد دارند اعتماد کنید.
5. دین عمل است نه اینکه تنها حرف باشد.
6. خدایان پرستش نشده خدایان ناتوان هستند.
7. خدایان بزرگ برای گروه‌های بزرگ.
8. اعضای یک گروه مذهبی برای رقابت با دیگر گروه‌ها یا همدیگر همکاری می‌کنند. (ص xiii). این استدلال در مورد نقش‌های اجتماعی ایده‌های دینی نیز در نظریه دین گنجانده شده است که دین را محصول ترکیبی قدرتمند از تکامل ژنتیکی و فرهنگی می‌داند.[۳]

نورنزایان نوشته است، نوارهای اولیه انسان کوچک بودند و بیشتر از خویشاوندان تشکیل شده بودند. همه به هم نیاز داشتند و همه همدیگر را می‌شناختند. همکاری ضروری بود. نظارت اجتماعی می‌تواند توسط گروه انجام شود. شهرت‌ها قابل رصد بودند و تجاوزات اجتماعی به سختی پنهان می‌شد. ممکن است خدایان یا ارواح مسئول گیاهان و جانورانی بوده‌اند که در جهان آنها ساکن بوده‌اند و باید از آنها دلجویی شود. اما ارواح و خدایان در زندگی اخلاقی مردم دخالت نداشتند.
با این حال، با رشد جوامع در دوران کشاورزی، نظارت اجتماعی دشوارتر شد. چه در داخل قبیله و چه با افراد خارجی (تجارت و غیره) برخورد با افراد غریبه بیشتر بود. آنها نیاز به روش دیگری برای جلوگیری از رفتارهای ضد اجتماعی داشتند. جوامع بزرگتر به خدایان بزرگتری نیاز داشتند؛ بنابراین مسئولیت خدایان و ارواح آنها به نظارت فراطبیعی گسترش یافت. نورنزایان می‌گوید که خدایان سخت گیر در ترویج رفتارهای اجتماعی مؤثرتر از خدایان مهربان و بخشنده هستند: جهنم قوی‌تر از بهشت است و بدون درجاتی از دانایی و قدرت مطلق، این خدایان نمی‌توانند ناظران مؤثری باشند.
مؤمنان بیشتر مستعد همکاری و فداکاری برای گروه بودند. با این حال، تظاهر به باور آسان خواهد بود، اگر این تمام چیزی است که لازم بود. چگونه از معضل مفت‌سواری (|فری رایدرها) یا افراد خارجی جلوگیری کنیم؟ «بنابراین گروه‌های مذهبی طرفدار جامعه هوشیاری دائمی برای شناسایی و از بین بردن شیادانی دارند که زیر ردای دینداری خود را می‌پوشانند تا از مزایای این گروه بهره ببرند.» بنابراین، نمایش‌های پرهزینه از خودگذشتگی و تعهدهای جعلی، مانند تابوها، روزه‌ها، و تشریفات زیاده‌روی، برای نشان دادن اعتقاد مورد استفاده قرار می‌گرفت، زیرا غیرمؤمنان کمتر احتمال داشت این اعمال پرهزینه را جعل کنند. گروه‌های مذهبی از طریق حرکت همزمان (رقص، آیین)، خودلگامی و خویشاوندی ساختگی، همبستگی را حفظ می‌کنند.
به‌طور کلی، مؤمنان می‌توانستند اعتماد کنند که سایر مؤمنان بخشی از گروه هستند و رفتارهای مشارکتی انجام می‌دهند. در نهایت، با گسترش تجارت و تماس گروه‌ها با گروه‌های دیگر با عقاید متفاوت، مؤمنان به احتمال زیاد به مؤمنان در گروه‌های دیگر اعتماد کرده و با آن‌ها معامله می‌کردند، و این فرضیه که نمایش‌های پرهزینه نشان‌دهنده تعهد به یک گروه و در نتیجه به رفتار اجتماعی بود. کسانی که چنین اعتقاد یا تعهدی را از خود نشان نمی‌دادند، شرکای غیرقابل اعتمادی در نظر گرفته می‌شدند و عموماً از آنها دوری می‌کردند یا از آنها اجتناب می‌شد.
در این کتاب آمده است که گروه‌های مذهبی به منظور رقابت با یکدیگر همکاری می‌کنند: گروه‌هایی که ویژگی‌های فرهنگی را توسعه می‌دهند یا به دست می‌آورند که به همبستگی اجتماعی کمک می‌کند و در عین حال اندازه بزرگی را حفظ می‌کنند، با گروه‌هایی که فاقد این ویژگی‌ها هستند رقابت می‌کنند. باورها و اعمال مذهبی می‌توانند از طریق رقابت از طریق چندین راه گسترش یابند:
1. ثبات گروهی
2. تغییر دین دادن از طریق تسخیر
3. موفقیت باروری و رشد جمعیت.

گرایش‌های مذهبی از سه طریق به عدم تحمل و خشونت کمک می‌کند:
1. نظارت فراطبیعی، به عنوان یک ابزار گروه‌سازی، منجر به کاهش بی‌اعتمادی نسبت به کسانی می‌شود که خارج از صلاحیت فراطبیعی خود هستند.
2. پیوندهای اجتماعی که اعمال مذهبی به تقویت جوامع کمک می‌کند، اما شکاف بین «ما» و «آنها» را نیز افزایش می‌دهد.
3. ادیان «ارزش‌های مقدس» را ایجاد می‌کنند که باعث می‌شود افراد نتوانند دربارهٔ همین ارزش‌ها به‌طور منطقی فکر کنند، که برخی برخوردها را غیرقابل حل می‌کند.[۴]

فرضیه خدایان بزرگ همچنین به توضیح اینکه چرا تعداد انگشت شماری از مذاهب به‌طور گسترده گسترش یافته‌اند کمک می‌کند: آنها به طرفداران جدید فرصت‌های گسترده‌ای برای همکاری اقتصادی و اجتماعی ارائه می‌دهند. برای مثال، گله‌داران قبیله اورما در کنیا در شرق آفریقا، قرن‌ها در حالی که در تماس نزدیک با دوستان مسلمان و شرکای تجاری خود بودند، عقاید جاندارانگاری (انیمیستی) خود را حفظ کردند. سپس، در نیمه دوم قرن نوزدهم، جنگ، مؤسسات محلی اورما را ویران کرد و کنترل آنها را بر تجارت عاج و دام در منطقه تضعیف کرد. در عرض چند دهه، کل جامعه اورما به اسلام گرویده بود و هنگامی که این کار را انجام دادند، به شبکه جهانی از معامله‌گران راه دور که با اعتمادی که ایمان مشترک به یک خدای اخلاقی ایجاد می‌کند، به هم متصل شدند.
اورماها مجبور بودند چیزی بیش از اقرار تنها در ابراز کلامی به ایمان تازه یافته خود انجام دهند. آنها باید با ترک گوشت خوک، اجتناب از مشروبات الکلی، اصلاح قوانین خود در مورد تعدد زوجات و پنج بار نماز در روز نشان می‌دادند که متعهد نیز هستند. هنریش توضیح می‌دهد که این «نمایش‌های پرهزینه ایمان» نشان‌دهنده این است که شما یک مؤمن واقعی به اسلام هستید و بنابراین احتمالاً به قول خود، به‌ویژه به هموطنان مسلمان‌تان عمل می‌کنید. این نمایش‌ها چه به شکل کمک‌های سخاوتمندانه به کلیسا باشند و چه تغییرات دردناک بدن مانند ختنه یا زخم شدن، به دیگران ثابت می‌کنند که شما واقعاً به دین خود متعهد هستید و بنابراین می‌توانید به عنوان خلاصه‌نویسی برای اعتماد عمل کنید.
ژان انسمینگر اقتصاددان، که چندین سال را با آنها در انجام کار میدانی گذراند، می‌گوید: پس از تغییر دین، اورماها «روزهای مستی خود را از دست دادند.» او می‌گوید، اما مذهبی که دسترسی به شبکه‌های اقتصادی و اجتماعی را در سرتاسر جهان باز کرد، در حالی که اطمینان می‌داد همه افراد در آن شبکه از استانداردهای رفتاری یکسانی پیروی می‌کنند، «یک بسته بسیار خوب» بود.
نورنزایان می‌گوید که گسترش اسلام به اورما نمونه ای از یک الگوی گسترده‌تر است. او می‌گوید، گروه‌هایی با «خدایان یا ارواح اخلاق‌گرایانه و مداخله‌گر… گسترش می‌یابند، زیرا همه چیز برابر است، بهتر از گروه‌های غیرهمکار عمل می‌کنند». او می‌گوید: «این ایده را به نهایت خود برسانید و ما به ادیان جهانی مانند اسلام، مسیحیت، بودیسم و هندوئیسم دست پیدا می‌کنیم.»